# Drake (muzician)
Aubrey Drake Graham (n. 24 octombrie 1986, Toronto, Canada), cunoscut sub numele de scenă Drake, este un rapper, cântăreț și actor canadian. Drake inițial a fost recunoscut ca un actor într-o dramă adolescentină, serial de televiziune Degrassi: The Next Generation la începutul anilor 2000. Intenția de a urma o carieră de rapper a apărut în 2007, după lansarea mixtape-ului său de debut, Room for Improvement. El a lansat alte două proiecte independente, Comeback Season și So Far Gone⁠(d), înainte de a semna pentru casa de producție a lui Lil Wayne, Young Money Entertainment, în iunie 2009.
Drake a lansat albumul său de debut Thank Me Later, în 2010, care a devenit numărul unu pe US Billboard 200 și a fost în curând certificat cu platină de Recording Industry Association of America (RIAA). Următoarele două lansări au fost Take Care (2011) și Nothing Was The Same (2013), cu certificări de patru ori și de trei discuri de platină. Cu aceste albume a câștigat primul său Premiu Grammy pentru cel mai bun album rap. Acestea au fost urmate de două mixtape-uri — If You're Readind This It's Too Late, cu influențe de trap, și o colaborare cu rapper-ul Future pentru What a Time to Be Alive, în 2015.

## Biografie
Aubrey Drake Graham s-a născut la 24 octombrie 1986, în Toronto, Ontario. Tatăl său, Dennis Graham, este un afro-american din Memphis, Tennessee, și a lucrat ca baterist, alături de muzicianul country, Jerry Lee Lewis. Basistul Larry Graham și compozitorul Teenie Hodges sunt unchii paterni ai lui Drake. Mama lui, Sandi Graham, a lucrat ca profesoară de limba engleză și florăreasă. Părinții lui Drake au divorțat când el avea cinci ani. După divorț, el și mama lui au rămas în Toronto, în timp ce tatăl său a ales să se întoarcă în Memphis, cu scopul de a găsi o modalitate de a-i ajuta din punct de vedere financiar. Copil fiind, a asistat la arestarea tatălui său în timp ce-l vizita în Memphis. Mai târziu, tatăl său a colaborat cu Compania „Canadian music group Arkells” pentru un cântec intitulat Drake's Dad, care detaliază evenimentele care au avut loc în urma plecării sale de la începutul vieții lui Drake.

## Discografie
Albume de studio
- Thank Me Later (2010)
- Take Care (2011)
- Nothing Was the Same (2013)
- Views (2016)
- Scorpion (2018)
- Certified Lover Boy (2021)
- Honestly, Nevermind (2022)
- Her Loss (2022)
- For All the Dogs (2023)

## Turnee de concerte

### Headlining
- Away from Home Tour (2010)
- Club Paradise Tour (2012)
- Would You like a Tour? (2013–14)

### Joint tours
- America's Most Wanted Tour (with Young Money) (2009)

## Filmografie
| An   | Film                              | Rol              | Note       |
| ---- | --------------------------------- | ---------------- | ---------- |
| 2008 | Charlie Bartlett                  | A/V Jones        |            |
| 2008 | Mookie's Law                      | Chet Walters     | Short film |
| 2011 | Breakaway                         | Himself          | Cameo      |
| 2012 | Ice Age 4: Continental Drift      | Ethan            | Voice      |
| 2013 | Anchorman 2: The Legend Continues | Ron Burgundy fan | Cameo      |

| An        | Titlu                         | Rol                          | Note                                 |
| --------- | ----------------------------- | ---------------------------- | ------------------------------------ |
| 2001      | Blue Murder                   | Joey Tamarin                 | Episode: "Out-of-Towners: Part 1"    |
| 2001–2009 | Degrassi: The Next Generation | Jimmy Brooks                 | 139 episodes                         |
| 2002      | Soul Food                     | Fredrick                     | Episode: "From Dreams to Nightmares" |
| 2002      | Conviction                    | Teen Fish                    | Television movie                     |
| 2005      | Best Friend's Date            | Dater                        | Episode: "Season Finale"             |
| 2005      | Instant Star                  | Himself                      | Episode: "Personality Crisis"        |
| 2008      | The Border                    | PFC Gordon Harvey            | Episode: "Stop Loss"                 |
| 2009      | Being Erica                   | Ken                          | Episode: "What I Am Is What I Am"    |
| 2009      | Sophie                        | Ken                          | Episode: "An Outing with Sophie"     |
| 2009      | Beyond the Break              | Himself                      | Episode: "One 'Elle' of a Party"     |
| 2011      | Saturday Night Live           | Himself (musical guest)      | Episode: "Anna Faris/Drake"          |
| 2012      | Punk'd                        | Himself                      | Episode: "Ashton Kutcher"            |
| 2014      | Saturday Night Live           | Himself (host/musical guest) | Episode: "Drake"                     |